# صحيفه بيريا

بيريا (بالباسكية: اخبار) هي الصحيفة اليومية الوحيدة التي تصدر بالكامل باللغة الباسكية والتي يمكن قراءتها في جميع أنحاء إقليم الباسك. تم إنشاؤه بعد إغلاق صحيفة لغة الباسك السابقة، Egunkaria، من قبل الحكومة الإسبانية، بعد اتهامه بعلاقات مع ETA.
يتم نشر بيريا يوميًا، باستثناء يوم الاثنين.
صدر العدد الأول في 21 يونيو 2003. يقع مقر الصحيفة في أندوين، جيبوثكوا، في منطقة الباسك المتمتعة بالحكم الذاتي، يوسكادي، في شمال إسبانيا. كما أن لها مكاتب في فيتوريا غاستيز وبامبلونا وبلباو وبايون.